# Nyctunguis vallis
Nyctunguis vallis är en mångfotingart som beskrevs av Chamberlin 1941. Nyctunguis vallis ingår i släktet Nyctunguis och familjen småjordkrypare. Inga underarter finns listade i Catalogue of Life.